# Миттельхервигсдорф
Миттельхервигсдорф (нем. Mittelherwigsdorf) — община в Германии, в земле Саксония. Подчиняется административному округу Дрезден. Входит в состав района Гёрлиц.  Население составляет 3899 человек (на 31 декабря 2010 года). Занимает площадь 36,48 км².
Коммуна подразделяется на 4 сельских округа.